# Living Doll (lied)
Living Doll is een single van Cliff Richard. Het is niet afkomstig van een album van deze artiest. Richard nam het lied van Lionel Bart samen op met zijn toenmalige begeleidingsband The Drifters (later omgedoopt tot The Shadows).

## Versie 1959
Richard nam het op in de Abbey Road Studios op 28 april 1959 met op de achtergrond Hank Marvin, Bruce Welch (beiden gitaar), Jet Harris (basgitaar) en Tony Meehan (drums). Bart schreef Living Doll voor de film Serious Charge, waarin Richard een rol had. Richard zou in eerste instantie het lied niet zingen. Het werd geschreven met Duffy Power als beoogd zanger. Eigenaardig daarbij is dat Richard en The Drifters eerder een plaatje hadden uitgebracht onder de titel Livin’ lovin’ doll.
Deze versie haalde in 23 weken zes weken de nummer 1- positie in Engeland; het was daar zijn eerste nummer 1-hit. In de Verenigde Staten haalde het de 30e plaats in de Billboard Hot 100; het was daar zijn eerste notering. Van Nederland en België zijn geen noteringen bekend; ze hadden nog geen echte hitparades. Uiteindelijk zouden er meer dan twee miljoen exemplaren verkocht worden.

### Hitnotering

#### NPO Radio 2 Top 2000
| Nummer met noteringen in de NPO Radio 2 Top 2000 | '00 | '01 | '02 | '03 | '04 | '05 | '06 | '07 | '08 | '09  | '10  | '11  |
| ------------------------------------------------ | --- | --- | --- | --- | --- | --- | --- | --- | --- | ---- | ---- | ---- |
| Living Doll                                      | 635 | 684 | 800 | 949 | 932 | 991 | 912 | 875 | 878 | 1274 | 1402 | 1410 |

1. ↑  Een vetgedrukt getal geeft de hoogste notering aan.
2. ↑  2000 was het eerste jaar met een notering voor dit nummer.
3. ↑  Deze tabel is bijgewerkt tot en met de laatste editie (2024).

#### Evergreen Top 1000
| Evergreen Top 1000 | Evergreen Top 1000 | Evergreen Top 1000 | Evergreen Top 1000 | Evergreen Top 1000 | Evergreen Top 1000 | Evergreen Top 1000 | Evergreen Top 1000 | Evergreen Top 1000 | Evergreen Top 1000 | Evergreen Top 1000 | Evergreen Top 1000 | Evergreen Top 1000 | Evergreen Top 1000 | Evergreen Top 1000 | Evergreen Top 1000 |
| Jaar               | 2008               | 2009               | 2010               | 2011               | 2012               | 2013               | 2014               | 2015               | 2016               | 2017               | 2018               | 2019               | 2020               | 2021               | 2022               |
| ------------------ | ------------------ | ------------------ | ------------------ | ------------------ | ------------------ | ------------------ | ------------------ | ------------------ | ------------------ | ------------------ | ------------------ | ------------------ | ------------------ | ------------------ | ------------------ |
| Positie            | 2                  | 25                 | 10                 | 13                 | 21                 | 39                 | 102                | 121                | 165                | 295                | 628                | 525                | 418                | 730                | 633                |

## Versie 1986
In 1986 kwam een nieuwe versie uit. De acteurs in de toenmalige comedy The Young Ones vroegen Richard of hij samen met hen het lied opnieuw wilde inzingen. Enige kanttekeningen bij die versie:
- Het televisieprogramma is genoemd naar een ander plaatje van Cliff Richard The Young Ones uit 1961, Richard speelde ook in de musical The Young Ones
- In de serie The Young Ones speelt Rick de rol van "retro" en grote fan van Cliff Richard;
- Vanwege de rol van Rick werd Cliff Richard in de serie regelmatig beschimpt;
- Het televisieprogramma stond recht tegenover het Richard-tijdperk; het programma was anarchistisch, Richard kwam juist uit de tijd dat alles netjes moest zijn.

De gitaarpartij van deze versie, die opgenomen werd voor Comic Relief, een liefdadigheidsprogramma voor zieke kinderen, werd opnieuw verzorgd door Hank Marvin. Richard en Marvin hadden niet meer samen gespeeld sinds 1975. Ook deze komische versie haalde de hitparades. In Engeland stond het nummer elf weken in de UK Singles Chart, waarvan drie weken op nummer 1. In Nederland was het elf weken genoteerd in de Nationale Hitparade, waarvan vier weken op nummer 1 (in de Nederlandse Top 40 10 weken met 4 weken nummer 1). In Vlaanderen stond het 12 weken genoteerd met ook vier weken een hoogste positie. Ook in Australië en Nieuw-Zeeland haalde het de eerste plaats.

### Hitnoteringen

#### Nederlandse Top 40
| Hitnotering: 12-04-1986 t/m 14-06-1986 | Hitnotering: 12-04-1986 t/m 14-06-1986 | Hitnotering: 12-04-1986 t/m 14-06-1986 | Hitnotering: 12-04-1986 t/m 14-06-1986 | Hitnotering: 12-04-1986 t/m 14-06-1986 | Hitnotering: 12-04-1986 t/m 14-06-1986 | Hitnotering: 12-04-1986 t/m 14-06-1986 | Hitnotering: 12-04-1986 t/m 14-06-1986 | Hitnotering: 12-04-1986 t/m 14-06-1986 | Hitnotering: 12-04-1986 t/m 14-06-1986 | Hitnotering: 12-04-1986 t/m 14-06-1986 | Hitnotering: 12-04-1986 t/m 14-06-1986 |
| Week:                                  | 1                                      | 2                                      | 3                                      | 4                                      | 5                                      | 6                                      | 7                                      | 8                                      | 9                                      | 10                                     |                                        |
| -------------------------------------- | -------------------------------------- | -------------------------------------- | -------------------------------------- | -------------------------------------- | -------------------------------------- | -------------------------------------- | -------------------------------------- | -------------------------------------- | -------------------------------------- | -------------------------------------- | -------------------------------------- |
| Positie:                               | 16                                     | 1                                      | 1                                      | 1                                      | 1                                      | 4                                      | 7                                      | 7                                      | 15                                     | 20                                     | uit                                    |

#### NederlandseNationale Hitparade
| Hitnotering: 05-04-1986 t/m 14-06-1986 | Hitnotering: 05-04-1986 t/m 14-06-1986 | Hitnotering: 05-04-1986 t/m 14-06-1986 | Hitnotering: 05-04-1986 t/m 14-06-1986 | Hitnotering: 05-04-1986 t/m 14-06-1986 | Hitnotering: 05-04-1986 t/m 14-06-1986 | Hitnotering: 05-04-1986 t/m 14-06-1986 | Hitnotering: 05-04-1986 t/m 14-06-1986 | Hitnotering: 05-04-1986 t/m 14-06-1986 | Hitnotering: 05-04-1986 t/m 14-06-1986 | Hitnotering: 05-04-1986 t/m 14-06-1986 | Hitnotering: 05-04-1986 t/m 14-06-1986 | Hitnotering: 05-04-1986 t/m 14-06-1986 |
| Week:                                  | 1                                      | 2                                      | 3                                      | 4                                      | 5                                      | 6                                      | 7                                      | 8                                      | 9                                      | 10                                     | 11                                     |                                        |
| -------------------------------------- | -------------------------------------- | -------------------------------------- | -------------------------------------- | -------------------------------------- | -------------------------------------- | -------------------------------------- | -------------------------------------- | -------------------------------------- | -------------------------------------- | -------------------------------------- | -------------------------------------- | -------------------------------------- |
| Positie:                               | 14                                     | 1                                      | 1                                      | 1                                      | 1                                      | 2                                      | 5                                      | 8                                      | 17                                     | 27                                     | 42                                     | uit                                    |

#### VlaamseRadio 2 Top 30
| Hitnotering: 12-04-1986 t/m 21-06-1986 | Hitnotering: 12-04-1986 t/m 21-06-1986 | Hitnotering: 12-04-1986 t/m 21-06-1986 | Hitnotering: 12-04-1986 t/m 21-06-1986 | Hitnotering: 12-04-1986 t/m 21-06-1986 | Hitnotering: 12-04-1986 t/m 21-06-1986 | Hitnotering: 12-04-1986 t/m 21-06-1986 | Hitnotering: 12-04-1986 t/m 21-06-1986 | Hitnotering: 12-04-1986 t/m 21-06-1986 | Hitnotering: 12-04-1986 t/m 21-06-1986 | Hitnotering: 12-04-1986 t/m 21-06-1986 | Hitnotering: 12-04-1986 t/m 21-06-1986 | Hitnotering: 12-04-1986 t/m 21-06-1986 |
| Week:                                  | 1                                      | 2                                      | 3                                      | 4                                      | 5                                      | 6                                      | 7                                      | 8                                      | 9                                      | 10                                     | 11                                     |                                        |
| -------------------------------------- | -------------------------------------- | -------------------------------------- | -------------------------------------- | -------------------------------------- | -------------------------------------- | -------------------------------------- | -------------------------------------- | -------------------------------------- | -------------------------------------- | -------------------------------------- | -------------------------------------- | -------------------------------------- |
| Positie:                               | 18                                     | 9                                      | 2                                      | 2                                      | 1                                      | 1                                      | 2                                      | 2                                      | 5                                      | 13                                     | 17                                     | uit                                    |

#### NPO Radio 2 Top 2000
| Nummer met noteringen in de NPO Radio 2 Top 2000 | '99 | '00 | '01 | '02 | '03  | '04 | '05 | '06  | '07  | '08 | '09 | '10 | '11  | '12  | '13  | '14  | '15  | '16  | '17  | '18  | '19  |
| ------------------------------------------------ | --- | --- | --- | --- | ---- | --- | --- | ---- | ---- | --- | --- | --- | ---- | ---- | ---- | ---- | ---- | ---- | ---- | ---- | ---- |
| Living Doll (Cliff Richard & The Young Ones)     | 134 | 371 | 374 | 450 | 1008 | 696 | 967 | 1081 | 1103 | 887 | 916 | 973 | 1049 | 1574 | 1160 | 1314 | 1433 | 1490 | 1661 | 1766 | 1821 |

1. ↑  Een vetgedrukt getal geeft de hoogste notering aan.
2. ↑  Deze tabel is bijgewerkt tot en met de laatste editie (2024).